# Belonia (ort i Indien)
Belonia är en ort i Indien.   Den ligger i distriktet South Tripura och delstaten Tripura, i den östra delen av landet, 1 500 km öster om huvudstaden New Delhi. Belonia ligger 21 meter över havet och antalet invånare är 16 735.
Terrängen runt Belonia är platt. Runt Belonia är det ganska tätbefolkat, med 239 invånare per kvadratkilometer. Det finns inga andra samhällen i närheten. I omgivningarna runt Belonia växer huvudsakligen savannskog.